# Nobile da Lucca
Nobile di Francesco da Lucca (Lucca, 1470 ? (notizie dal 1490 al 1558)) è un pittore italiano.

## Biografia
Nobile di Francesco, lucchese di nascita o di origine, caldarolese di adozione, fu pittore straordinariamente longevo e molto attivo ed è considerato il capostipite della Scuola caldarolese.
Al momento si contano una trentina di opere, sparse in un’area che, oltre a Caldarola e al suo territorio, comprende Acquacanina (chiesa di Santa Maria di Meriggio), Belforte del Chienti (chiesa di San Sebastiano), Camporotondo di Fiastrone (convento di Colfano), Fiastra (santuario del Beato Ugolino a Fiegni), Fiordimonte (chiesa di San Marco di Alfi), Mogliano (chiesa di Santa Maria di Bagliano e già San Nicolò), Montefiore dell’Aso (chiesa di San Francesco), Pollenza (abbazia di Rambona), San Ginesio (cripta della collegiata), Sarnano (chiesa di Santa Maria di Piazza Alta, Santa Maria delle Grazie, abbazia di Piobbico, chiesa di San Michele a Taliani), Serrapetrona (chiesa di San Francesco), Tolentino (Museo della Basilica di San Nicola) e Urbisaglia (chiese di Santa Maria Addolorata e della Maestà).

## Opere
- Madonna col Bambino e quattro santi, (1490), chiesa dell’ex convento francescano di Colfano, Camporotondo di Fiastrone
- Madonna col Bambino, (1511), santuario del Beato Ugolino, Fiegni, Fiastra
- Madonna col Bambino e quattro santi, (1513), chiesa San Marco ad Alfi, Fiordimonte